# Тимошенко Сергій Прокопович
Сергі́й Проко́пович Тимоше́нко (5 лютого 1881 Базилівка — 6 липня 1950 Пало-Альто) — український архітектор і суспільно-політичний діяч. Голова Слобідської Української Ради з 16 квітня 1917 року, 1919—1920 — міністр шляхів в урядах УНР І. Мазепи, В. Прокоповича та А. Лівицького; учасник Другого зимового походу. З 1924—1929 професор Української Господарчої Академії в Подєбрадах і Української студії пластичного мистецтва в Празі. Потім став третім ректором Подебрадської академії.
Відповідно до українського законодавства є борцем за незалежність України у ХХ столітті.

## Життєпис
Народився в селі Базилівці на Чернігівщині, брат Володимира і Степана. Батько Сергія, Прокіп Тимофійович, був кріпаком, який отримав «вольну», здобув домашню освіту, закінчив Харківські курси землемірів і, набувши капітал, одружився з донькою відставного військового, яка закінчила Фундуклеївську жіночу гімназію в Києві Юзефіною Сарнавською. Дитячі роки Тимошенків проходили серед сільських дітей. Першою вчителькою була мати, а потім їх навчав і готував до вступу в Роменське реальне училище педагог Михайло Коваленко.
Після закінчення реального училища в місті Ромни Полтавської губернії Сергій Тимошенко навчався в Інституті цивільних інженерів у Петербурзі. Як студент Інституту цивільних інженерів у Петербурзі був діячем Української Студентської Громади і членом Північного комітету РУД (згодом УСДРП). Під час демонстрацій двічі (у 1902 і важче в 1905 році) отримав поранення й через погіршення стану здоров'я був звільнений із постійної військової служби.
По закінченні інституту працював за фахом у Ковелі, Києві (будинки Юркевича та Лаврентієва в українському стилі), Харкові (також будинки в українському стилі Попова, Бойка, проекти міст-садів), Лубни (каплиця-усипальниця Шеметів, Михайла Казиміровича, його дружини і дочки).
З 1907 року брав участь у виставках та конкурсах у Москві, Києві, Харкові, Єлисаветграді, на яких здобув понад 10 нагород, зокрема за проєкти шпиталю для губернського міста, церкви на 2 тисячі парафіян у Харкові, каплиці-усипальниці у Лубнах, надгробків на могилах композитора Миколи Лисенка та інженера Олександра Варяницина, кількох народних будинків тощо. У 1912 р. став одним із засновників Українського художньо-архітектурного відділу Харківського літературно-художнього гуртка.
З початком революції 1917 — губернський комісар Харківщини. У квітні його обирають членом Центральної Ради. З листопаду — голова Селянського з'їзду Слобідської України. Очолював міністерство шляхів в урядах Ісаака Мазепи, В'ячеслава Прокоповича та Андрія Лівицького. Уповноважений українського уряду на переговорах з урядом Війська Донського для координування спільних антибільшовицьких військових операцій.
Брав участь в Другому зимовому поході. Харківський архів Сергія Тимошенка безповоротно втрачений: у 1921 році чекісти забрали все майно і вивезли вантажівками в невідомому напрямку.

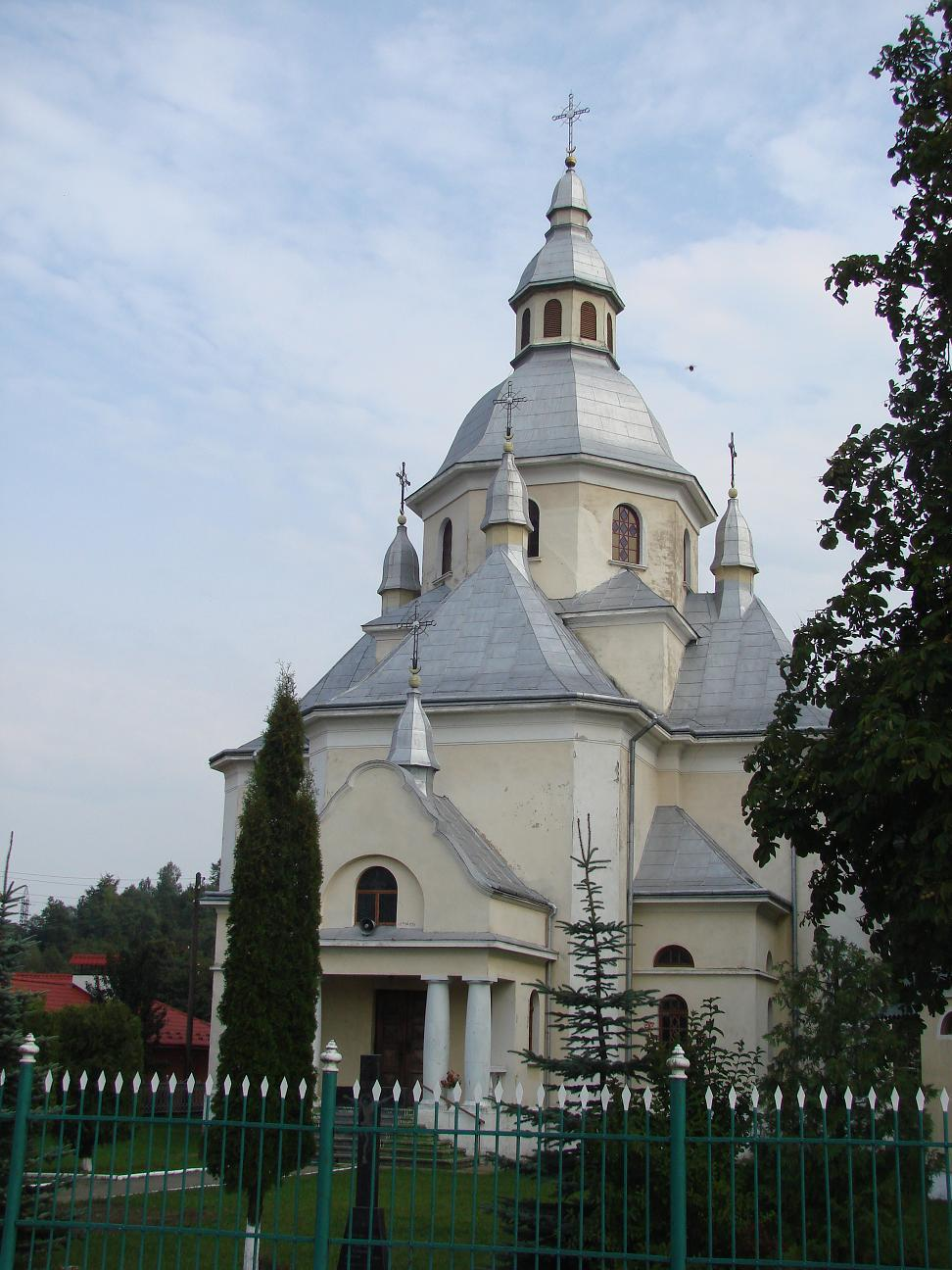
Храм Успення Пресвятої Богородиці на Мражниці, м. Борислав

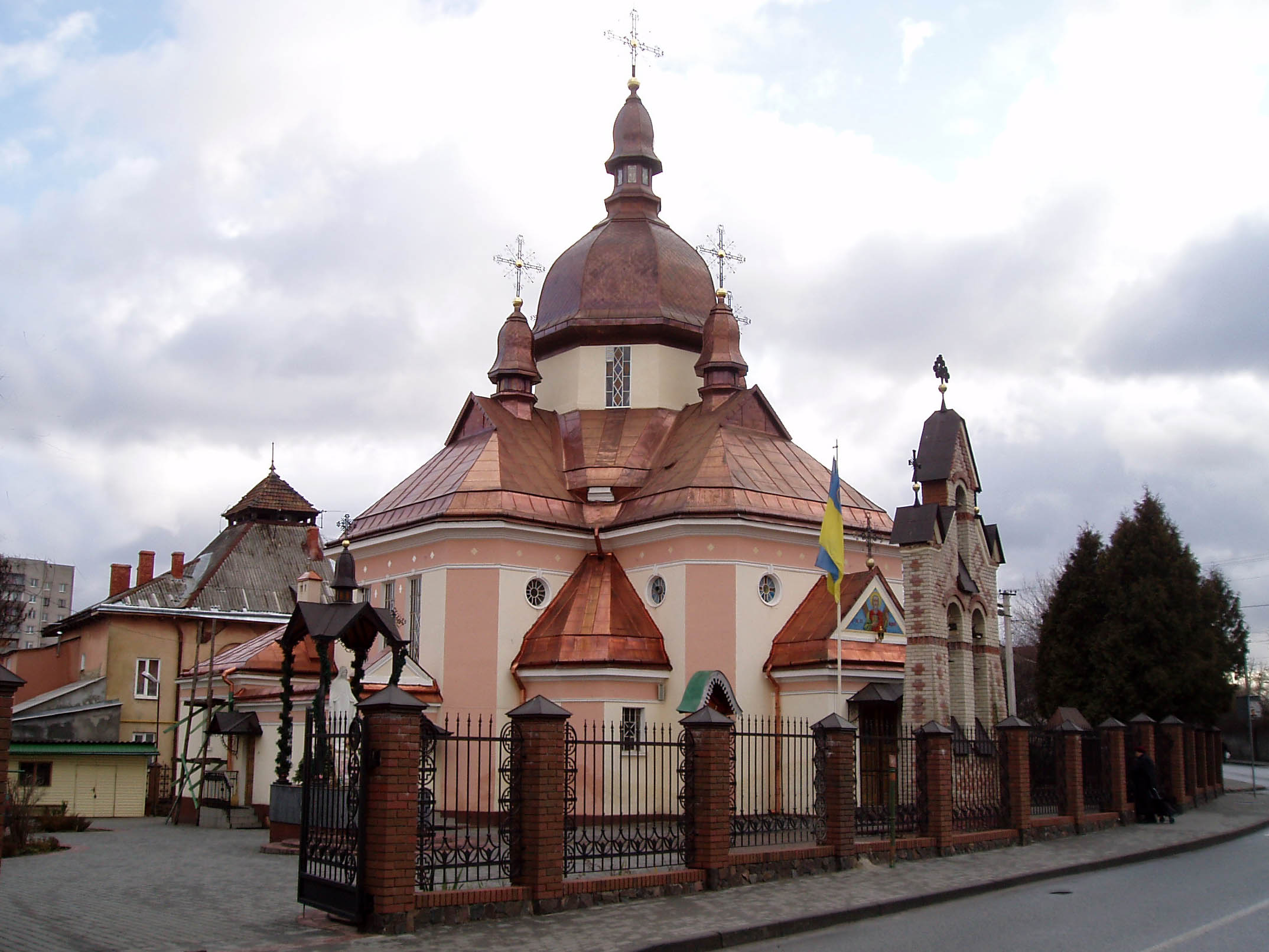
Церква святого Андрія (Львів, Клепарів)

У подальші роки:

Уряд Директорії та вище командування Армії УНР після наради в Ялтушкові, 7.11.1920 р.
Перший ряд: Іван Омелянович-Павленко (1), Симон Петлюра (2), Михайло Омелянович-Павленко (3), Гаврило Базильський (4).
Другий ряд: Андрій Лівицький (5), Олександр Саліковський (6).
Третій ряд: Євген Архипенко (7), Олександр Удовиченко (8), Олексій Галкин (9), Олександр Загродський (10), Пінхас Красний (11), Марко Безручко (12), Андрій Долуд (13), Петро Ліпко (14), Андрій Гулий-Гуленко (15), Сергій Тимошенко (16)

- 1922—1923 запроектував церкви у передмістях Львова Клепарові та Левандівці, монастир Студитів у селі Зарваниці та ін.);
- 1924—1929 професор Української Господарчої Академії в Подєбрадах і Української студії пластичного мистецтва в Празі;
- 1927—1928 обіймав посаду ректора Подебрадської академії, наступного року очолював кафедру водно-санітарної техніки.
- Храм Успення Пресвятої Богородиці (Борислав). Розпочато будівництво у червні 1928 року, завершено у листопаді 1929 року, а решта робіт було закінчено в 1931 році. Будувався за і під керівництвом пароха (керівника церкви) Івана Ліщинського, на кошти місцевих жителів та власників копалень нафти у м. Бориславі. Архітектори: Сергій Тимошенко, Олександр Пежанський. Будував церкву інженер Лев Шелевич[3].
- Церква святого Андрія (Львів, Клепарів). Будівництво за проектом Сергія Тимошенка[4] розпочато 1926 року і тривало до 1932.
- 1930—1939 у Луцьку — головний архітектор для сільськогосподарського будівництва на Волині (серед іншого — проекти зразкових хуторів), автор близько двох десятків житлових будинків у стилі модернізму в Луцьку, діяч Волинського Українського об'єднання (з 1935 його голова і посол до польського сойму, 1938 — 39 — до Сенату) і Української Православної Церкви (між іншим — перший голова Товариства ім. Петра Могили).

Був активним поборником ідеї українізації Православної церкви в Польщі. У 1931 він став головою Ради Луцького Чесно-хресного братства, очолив Товариство прихильників православної освіти й охорони традицій православної віри імені митрополита Петра Могили. Установчі збори товариства імені П. Могили відбулися в приміщенні Українського клубу «Рідна Хата» в Луцьку 19 листопада 1931 року. Тут працювали протоієрей отець Павло Пащевський, Іван Власовський, Михайло Тележинський. Осередки товариства утворені в Рівному, у Кременці, Новогрудську, Сарнах, Острозі, Здолбунові, Володимирі, Дубно, з лютого 1935 працювала Богословська секція, діячі якої готували та видавали релігійну літературу українською мовою. Товариство імені митрополита П. Могили видало чотири числа журналу «За соборність», після його заборони польською владою в 1935 — часопис «Церква і Нарід» (1935—1939). Брав участь у роботі Волинського Українського об'єднання, був одним із його керівників. Разом з ним там працювали Петро Певний, Євген Богуславський, Мартин Волков, Олександр Ковалевський, Степан Скрипник.
У січні 1935 р. Сергій Тимошенко — делегат Волинського єпархіального зібрання духовенства і мирян як представник від Товариства імені митрополита Петра Могили. Від 1937 року входив до комісії зі створення Регіонального плану забудови Волині.
1935 року обраний послом до польського Сейму, у 1938 став сенатором Польської Республіки.
17 жовтня 1933 року в Луцьку представники українських організацій Волині утворили Волинський громадський комітет допомоги голодуючим у Радянській Україні (ВГКДГУ). Очолив комітет сенатор Микола Маслов, заступниками стали інженер Сергій Тимошенко та професор Іван Власовський
У 1940 — 1941 рр. у Любліні, у 1941—1943 рр. у Луцьку, згодом у Німеччині.
У 1943 році  його було мобілізовано до німецької будівельної організації Торта, працював у містах: Перемишль, Львів, Далмація, Загреб, Грац, Більськ, Прага, Карлсбад, Гейдельберг. Після розгрому гітлерівської Німеччини потрапив до табору для переміщених осіб. Від видачі радянській владі його врятувало лише довоєнне польське громадянство.
У 1946 р. емігрував до США. Спроєктував кілька церков та інших споруд для української громади в Канаді, Аргентині, Парагваю та США.

Син Олександр — архітектор, був головним архітектором вашингтонського метрополітену, будував хмарочоси в Нью-Йорку, був фундатором Товариства українських інженерів Америки.

Меморіальна дошка у Харкові

Помер 6 липня 1950 року в містечку Пало-Альто в Каліфорнії від серцевого нападу, залишивши незакінченим проєкт церкви для аргентинського Буенос-Айреса.
З численних проектів, які створив Сергій Тимошенко здійснено близько 400 будов. Автор надгробної плити на могилі Симона Петлюри в Парижі. Прагнучи відродження українського стилю, він базувався на спадщині українського мистецтва, зокрема на мурованій архітектурі українського бароко. Серед його творів у стилі українського архітектурного модерну, зокрема, такі як будинки станцій Албаши, Ведмідівка та інші.
У Подебрадах вийшла друком його праця «Будівельні матеріали, їх властивості, досліди та виготовлення».

## Вшанування пам'яті
На вшанування пам'яті братів Володимира, Степана та Сергія Тимошенків у Конотопі та Львові названо вулиці.
У Ковелі та Луцьку існують вулиці Сергія Тимошенка.
У Луцьку та Харкові встановлені меморіальні таблиці на честь видатного архітектора.
2021 року в центрі села Шпотівка Дубов'язівської селищної ради Конотопського району відкрили пам'ятний знак братам Тимошенкам.
Відомий волинський журналіст і письменник Іван Корсак присвятив братам Тимошенкам свій історичний роман «Борозна у чужому полі».
В Національному музеї імені Андрея Шептицького (Львів) від 1924 року зберігається живописний портрет Сергія Тимошенка художника Юрія Магалевського, який подарував музею сам архітектор.
Художник-графік Микола Михайлович Бондаренко створив портрет Сергія Тимошенка, який надрукований в альбомі «Корінням із Сумщини».
2020 року у Луцьку була створена інтерактивна карта модерних будинків архітектора Тимошенка.

### Рекомендована література
- Власенко В. До біографії С. П. Тимошенка // Сумська старовина. — 2001. — № 8–9. — С. 96—103.
- Попельницька О. О. Сто великих діячів культури України. — Київ, 2010. — С. 74—77.
- Давидюк Р. Сергій Тимошенко // Давидюк Р. З поляками за Україну: Наддніпрянська еміграція в суспільно-політичному житті міжвоєнної Волині. — Рівне: ПП ДМ, 2014. — С. 145—157.
- Власенко В. Архітектор і політик (Сергій Тимошенко) // Власенко В. Уродженці Сумщини — учасники Української революції 1917—1921 рр. — Суми: Мрія, 2016. — С. 115—130. — Бібліогр. : 42 назви.
- Бенедюк П. О. Архітектура станційних комплексів Північно-Донецької залізниці у творчому доробку С. П. Тимошенка // Сучасні проблеми архітектури та містобудування. — 2016. — № 43. — С. 47—58.
- Гаврилюк О. Н. Сергій Тимошенко та справа реконструкції Володими-Волинської Свято-Василівської церкви // Науковий вісник Східноєвропейського національного університету імені Лесі Українки: Історичні науки. — Луцьк, 2016. — № 13. — С. 59—63.